# Leavin' Trunk/She Said, She Said
Leavin' Trunk/She Said, She Said è un singolo del duo statunitense The Black Keys, realizzato in mille copie numerate.. Entrambe le canzoni sono contenute nell'album The Big Come Up.

## Tracce
1. "Leavin' Trunk" - 2:55
2. "She Said She Said" (Lennon, McCartney) - 2:29